# Espierlo
Espierlo es una localidad española actualmente perteneciente al municipio de Boltaña, en la provincia de Huesca. Pertenece a la comarca del Sobrarbe, en la comunidad autónoma de Aragón.
Fue deshabitado como casi todos los despoblados oscenses entre las décadas de los 60 y 70, y actualmente se encuentra en un estado de ruina parcial, con el paso de los años, avanzada. 
- Datos: Q11166542